# Huang Al-Chun
Huang Al-Chun (16 de mayo de 1974) es una deportista taiwanesa que compitió en judo. Ganó una medalla de bronce en el Campeonato Asiático de Judo de 1995 en la categoría de –56 kg.

## Palmarés internacional
| Representando a China Taipéi |                     |                   |           |
| Campeonato Asiático          |                     |                   |           |
| Año                          | Lugar               | Medalla           | Categoría |
| 1995                         | Nueva Delhi (India) | Medalla de bronce | –56 kg    |